# Pirići (Bugojno)
Pirići es un pueblo de la municipalidad de Bugojno, en el cantón de Bosnia Central, Bosnia y Herzegovina.

## Superficie
Posee una superficie de 1,56 kilómetros cuadrados.

## Demografía
Hasta 2013 la población era de 213 habitantes, con una densidad de población de 136,3 habitantes por kilómetro cuadrado.